# Američki lotos
'Američki lotos (lat. Nelumbo lutea), vodena trajnica, jedna od dviju priznatih vrsta iz roda lotosa, porodica orašinčevke. Ova vrsta raste samo po Sjevernoj i Južnoj Americi i to po državama uz Meksički zaljev i na Antilima, a najsjevernije su joj stanište Tennessee i Illinois.
- N. lutea
- N. lutea
- N. lutea

## Sinonimi
- Cyamus flavicomus Salisb.
- Cyamus luteus (Willd.) Nutt.
- Cyamus mysticus Salisb.
- Cyamus nelumbo Sm.
- Cyamus pentapetalus (Walter) Pursh
- Cyamus reniformis Pursh
- Nelumbium codophyllum Raf.
- Nelumbium jamaicense DC.
- Nelumbium luteum Willd.
- Nelumbium pentapetalum (Walter) Willd.
- Nelumbium reniforme Willd.
- Nelumbo nucifera subsp. lutea (Willd.) Borsch & Barthlott
- Nelumbo nucifera var. lutea (Willd.) Kuntze
- Nelumbo pentapetala (Walter) Fernald
- Nymphaea pentapetala Walter